# Gråsnultra
Gråsnultra (Symphodus cinereus) är en fiskart som först beskrevs av Pierre Joseph Bonnaterre 1788. 
Gråsnultra ingår i släktet Symphodus och familjen läppfiskar. IUCN kategoriserar arten globalt som livskraftig. Inga underarter finns listade i Catalogue of Life.